# Agostino Straulino
Agostino Straulino (10 de outubro de 1914 — 14 de dezembro de 2004) é um velejador italiano, campeão olímpico.

## Carreira
Straulino consagrou-se campeão olímpico ao vencer a série de regatas da classe Star nos Jogos Olímpicos de Verão de 1952 em Helsinque ao lado de Nicolò Rode. Além disso, conquistou oito campeonatos europeus consecutivos e dois campeonatos mundiais nesta classe.